# ساموئل سارفو
ساموئل سارفو (به انگلیسی: Samuel Sarfo) (زاده ۱۲ اوت ۱۹۹۰) بازیکن فوتبال اهل غنا است.
وی سابقه دو بازی برای تیم ملی فوتبال غنا در کارنامه دارد.